# Armador
L'armador és la persona que equipa i explota una embarcació de pesca o mercant.
El titular pot ser propietari del vaixell o, simplement, noliejador. Té una gran responsabilitat, doncs, en la utilització del vaixell i les condicions de vida de la tripulació
- En el cas d'un vaixell pesquer, el propietari sol ser el propietari o co-propietari. També hi ha caps dels armadors, aquest últim és alhora capità del vaixell i propietari.

- En el cas d'un vaixell comercial, és una de les parts en la gestió de contracte marítim. El contracte és entre ell i el carregador o el noliejador. El pot representar en el port de càrrega i descàrrega de mercaderies el seu agent marítim.

- En el cas d'un vaixell de pesca, l'armador és sovint propietari o copropietari. Trobem també patrons armadors, que aleshores són a la vegada capitans de vaixell i armadors.

En la construcció de vaixells, s'acostuma a reservar una cabina a bord amb el nom de cabina de l'armador.